# Кампо Ама (Комо)
Кампо Ама је насеље у Италији у округу Комо, региону Ломбардија.
Према процени из 2011. у насељу је живело 25 становника. Насеље се налази на надморској висини од 374 м.